# Kaprije
Kaprije (en italià: Capri di Dalmazia) és una illa i municipi de Croàcia, al comtat de Šibenik-Knin. Es troba a la part croata de la mar Adriàtica, a l'arxipèlag de Šibenik. Té una superfície de 7,11 km²,. Només té un assentament poblat, el municipi de Kaprije. L'illa es compon de turons dividits per valls transversals i longitudinals on creixen herbes i boscos de pins escassos. S'hi conrea el raïm i les olives. Les principals indústries són l'agricultura, la pesca i el turisme. No es permeten automòbils a l'illa.
Als segles XIV i XV l'illa pertanyia a famílies nobles de Šibenik. Durant les conquestes otomanes dels segles XVI i XVII, l'illa està habitada per refugiats del continent. En aquella època, es va construir una església de Sant Pere a l'illa.